# Drapelul Republicii Togoleze
Drapelul Republicii Togoleze este drapelul național, pavilionul și drapelul maritim al republicii togoleze. Acesta prezintă cinci benzi orizontale egale: verde (în partea de sus și de jos) alternând cu galbenul. În colțul superior stâng, aflat spre catarg, se află o stea albă cu cinci vârfuri pe fundalul unui pătrat roșu. Drapelul folosește culorile populare pan-africane ale Etiopiei, dar designul seamănă cu drapelul Liberiei, care, el însuși, seamănă cu drapelul Statelor Unite.

## Istorie
Steagul a fost proiectat de artistul Paul Ahyi și aproximează mărimile dreptunghiului de aur. Ahyi (15 ianuarie 1930 - 4 ianuarie 2010) a fost considerat printre cei mai mari artiști africani ai generației sale. Născut în Togo, Ahyi a absolvit École nationale supérieure des beaux-arts de la Paris în 1959 și s-a întors în Togo. El a proiectat drapelul statului Togo în timp ce lucra la alte lucrări contemporane. Steagul a fost adoptat pe 28 aprilie 1960 și se folosește și în ziua de azi. În timpul stăpânirii Franței asupra statului Togo din 1957 până în 1958, a fost folosit steagul Togoului francez. După declararea independenței, primul steag al statului Togo a fost folosit din 1958 până în 1960.

## Simbolism
Cele patru culori (verde, roșu, alb și galben) sunt culorile pan-africane.
Culorile steagului sunt menite să simbolizeze
- Roșu: reprezintă sângele vărsat de martiri pentru a obține independența
- Alb: reprezintă speranța, steaua speranței
- Verde: reprezintă pădurile, agricultura, natura și speranța generală pentru viitor
- Galben: reprezintă resursele naturale ale țării

## Geometrie
Laturile drapelului statului Togo sunt date de secțiunea de aur φ = 1+√5/2 ≈ 1,618034, făcând ca steagul republicii Togo să fie unul dintre cele trei steaguri naționale cu proporții iraționale (celelalte fiind cele ale Nepalului și, dacă se folosește construcția geometrică, drapelul Iranului).

## Drapele istorice

Drapelul Togoul German
Drapelul Togoul German (propus dar neimplementat)
Drapelul Togoului Francez 1957-1958
Drapelul Togoului 1958-1960
Drapelul Togoului 1960-prezent